# محوطه کلک حیدرآباد
محوطه کلک حیدرآباد در شهرستان ایلام، بخش مرکزی، دهستان میش خاص، روستای حیدرآباد واقع شده و این اثر در تاریخ ۱۵ دی ۱۳۸۷ با شمارهٔ ثبت ۲۴۲۸۹ به‌عنوان یکی از آثار ملی ایران به ثبت رسیده است.